# Postdata (banda)
Postdata es un grupo musical de género Pop de origen mexicano formado en 1986, que se desintegró tres años después en 1989.
Su lanzamiento fue en el programa Siempre en Domingo. En 1989, tras haber logrado varios éxitos decidieron separarse, sin embargo en 2010 se reencontraron en una presentación del álbum debut del cantante Andy Zuno, quien interpreta un tema suyo.

## Discografía

### Álbum:Suma de dos(1987)
- Ven que me matas
- Los amorosos
- Ingrato amor
- Hoy o nunca
- Tan solo te quiero
- Suma de dos
- Surcos en el aire
- Volver a ser
- Al diablo
- Cabello negro

### Álbum:Mi libertad(1989)
- Mi libertad
- Solo
- Tú no serás
- No debo hablar de amor
- Noche y yo
- Sabes
- Música musa
- Soy de ti
- Recordarte
- Por eso tú